# Francisco Rubio (astronauta)
Francisco Carlos „Frank” Rubio (urodzony 11 grudnia 1975) – amerykański chirurg pokładowy, podpułkownik i pilot helikoptera armii amerykańskiej oraz od 2017 roku astronauta NASA. Jest posiadaczem amerykańskiego rekordu najdłuższego lotu kosmicznego wynoszącego 370 dni.

## Kariera wojskowa
Po przyjęciu do służby w stopniu podporucznika w armii amerykańskiej Rubio został pilotem UH-60 Blackhawk. Rubio był dowódcą plutonu kompanii A 2 batalionu 82 pułku lotniczego i dowódcą kompanii A 2 batalionu 3 pułku lotniczego. Jako pilot Rubio miał nalot ponad 1100 godzin, w tym 600 godzin bojowych podczas operacji w Bośni, Iraku i Afganistanie.
Rubio uzyskał doktorat z medycyny na Uniwersytecie Nauk o Zdrowiu Służb Mundurowych i odbył rezydenturę z zakresu medycyny rodzinnej w Fort Benning. Pełnił funkcję kierownika kliniki i chirurga pokładowego w Redstone Arsenal. W momencie wyboru na kandydata na astronautę Rubio był chirurgiem w 3. batalionie 10. Grupy Sił Specjalnych w Fort Carson.

## Kariera w NASA
W 2017 roku Rubio został wybrany na członka Grupy Astronautów NASA 22 i rozpoczął dwuletnie szkolenie.
15 lipca 2022 roku NASA ogłosiła, że poleci na pokładzie Sojuza MS-22 z misją na Międzynarodową Stację Kosmiczną.
Rubio wystartował na pokładzie Sojuza MS-22 dnia 21 września 2022 r. Jego misja miała trwać około sześciu miesięcy, z ustalonym powrotem na Ziemię na początek 2023 r. Jednak uszkodzenie statku kosmicznego przedłużyło misję i Rubio wrócił na Ziemię z misją Sojuz MS-23 we wrześniu 2023 r. - 370,6 dnia później. Tym samym stał się pierwszym Amerykaninem, który spędził w kosmosie cały rok lub dłużej, pobijając rekord Marka T. Vande Hei w zakresie najdłuższego lotu kosmicznego amerykańskiego astronauty.
Stowarzyszenie Uczestników Lotów Kosmicznych (Association of Space Explorers) przyznało mu Universal Astronaut Insignia za lot orbitalny (nr 589).